# Campeonato Baiano 1935
In 1935 werd het 31ste Campeonato Baiano gespeeld voor voetbalclubs uit de Braziliaanse staat Bahia. De competitie werd gespeeld van 14 april 1935 tot 6 februari 1936 en werd georganiseerd door de FBF. Botafogo werd kampioen. 

## Eindstand
| Plaats | Club                   | Wed. | W | G | V | Saldo | Ptn. |
| ------ | ---------------------- | ---- | - | - | - | ----- | ---- |
| 1.     | Botafogo               | 14   | 9 | 3 | 2 | 43:19 | 21   |
| 2.     | Galícia                | 14   | 8 | 3 | 3 | 41:24 | 19   |
| 3.     | Vitória                | 14   | 9 | 0 | 5 | 44:28 | 18   |
| 4.     | Brasil                 | 14   | 6 | 3 | 5 | 33:36 | 15   |
| 5.     | Ypiranga               | 14   | 4 | 2 | 8 | 26:32 | 10   |
| 6.     | Bahia                  | 14   | 4 | 2 | 8 | 29:40 | 10   |
| 7.     | Fluminense de Salvador | 14   | 4 | 1 | 9 | 30:45 | 9    |
| 8.     | Energia Circular       | 14   | 4 | 1 | 9 | 30:54 | 9    |

|  | Kampioen |

## Kampioen
| Campeonato Baiano de 1935 |
| ------------------------- |
| BOTAFOGO 6º Titel         |